# Museu Real de Belas Artes de Antuérpia
O Museu Real de Belas Artes de Antuérpia (em neerlandês:  Koninklijk Museum voor Schone Kunsten van Antwerpen, KMSKA) é um museu localizado na cidade de Antuérpia, na região da Flandres, na Bélgica. Fundado em 1810, abriga uma coleção de pinturas, esculturas e desenhos dos séculos XIV até o século XX. Foi finalizado em 1890.

## Coleção
Século XV:
- Jan van Eyck
- Jean Fouquet
- Roger van der Weyden

Século XVI:
- Frans Floris de Vriendt
- Quinten Metsijs
- Joachim Patinir
- Marten de Vos

Século XVII:
- Jan Brueghel the Elder
- Anthony van Dyck
- Frans Hals
- Jacob Jordaens
- Theodoor Rombouts
- Peter Paul Rubens

Século XIX:
- James Ensor
- Auguste Rodin
- Henry van de Velde
- Fernand Khnopff

Século XX:
- Pierre Alechinsky
- René Magritte
- Jacob Smits
- Gustave Van de Woestijne
- Rik Wouters